# Marten van Achten
Marten van Achten (tätig von 1588 bis 1610) war ein Maler, der vor allem in Schleswig-Holstein arbeitete.

## Leben und Wirken

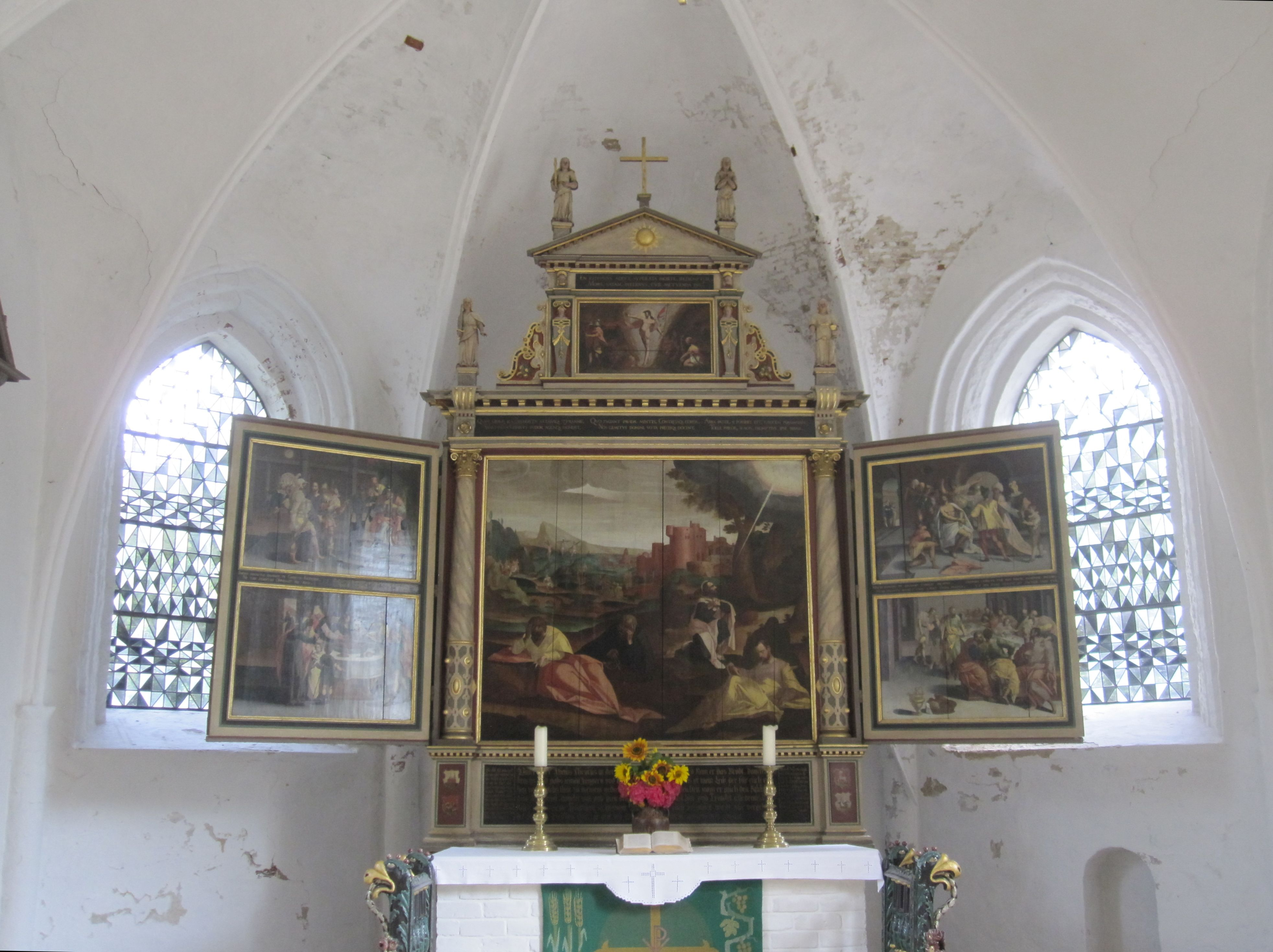
Altar in Garding

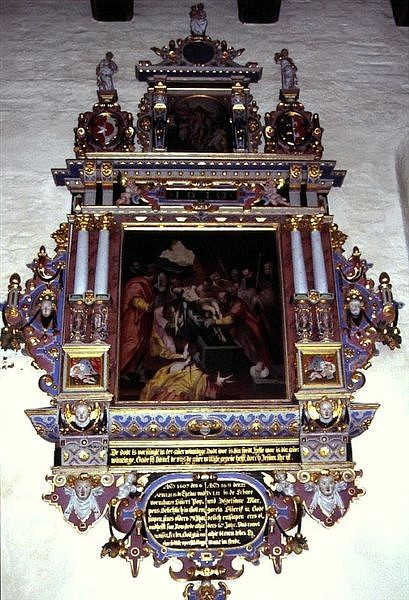
Epitaph Poppens in Oldenwort

Die Vorfahren Marten van Achtens kamen wahrscheinlich aus Noord-Brabant und emigrierten vielleicht aufgrund ihres Glaubens nach Schleswig-Holstein. Vermutlich ein Bruder oder aber der Sohn van Achtens war Govert van Achten. Im Zollregister von Gottorf ist 1584 ein „Marten Mahler“ zu finden, bei dem es sich um Marten van Achten gehandelt haben könnte. Theodor Riewerts sah eine enge stilistische Verbindung van Achtens zu Hans von Coninxloo. Daher vermutete er, dass beide zusammen in Antwerpen gelernt hatten. Später trennten sich ihre Wege, auch wenn sie lebenslang in Kontakt blieben. Van Achten könnte daher wie van Conningsloo um 1540 zur Welt gekommen sein.
Marten van Achten wird erstmals 1590 sicher als Hofmaler des Herzogs von Schleswig-Holstein-Gottorf dokumentiert. Zuvor arbeitete er sicherlich in Eiderstedt. 1590/91 schuf er gemeinsam mit zwei Gesellen die Bilder der Empore der Kapelle des Gottorfer Schlosses. 1592 gestaltete er ein Porträt, das Herzog Adolf I. in voller Rüstung zeigte. Was mit diesem Bild später geschah, ist nicht dokumentiert. 1596 erstellte er mit Govert van Achten Fahnen für das Heer.
Um 1600 lebte van Achten erneut in Tönning und gestaltete im nahen Umfeld Altäre und Epitaphien. Das einzige, heute noch bekannte Werk mit Signatur ist der Altar der St.-Christians-Kirche, geschaffen 1596. 1604 schuf er die Flügelbilder des Altars für die Marienkirche in Husum, die heute in der St.-Jakobi-Kirche in Schwabstedt zu finden sind. Das letzte ihm sicher zuzuordnende Werk ist ein Epitaph für Poppens aus dem Jahr 1610 in Oldenswort.
1611 wohnte Govert van Achten gemeinsam mit seiner Mutter. Falls Govert ein Sohn Martens gewesen sein sollte, so starb dieser 1610.

## Stil
Van Achten war einer der Maler, die in Schleswig-Holstein den Stil des internationalen Manierismus einführten. Dabei kopierte er immer graphische Vorlagen und verwendete zumeist die aktuellsten Kupferstiche von Hans von Aachen. Hinzu kamen Werke von Glotzius, Maerten de Vos, Frans Floris, Maarten van Heemskerck, Blocklandt oder Bartholomäus Spranger. Er kopierte die Vorlagen streng, wodurch seine Bilder eher zeichnerisch als malerisch erschienen. Um eine Fernwirkung zu erzielen, hielt er die Binnenzeichnungen einfacher.
Van Achten arbeitete mit starken Kontrasten von hellen und dunklen Farben und verwendete kühle und gebrochene Farbtöne. Bei bühnenartigen Gestaltungsflächen beendete er diese häufig mit einer kulissenartigen Landschaft. Die Innenräume gestaltete er grau und braungrau, die Gewänder mit unterschiedlichen Rottönen und zusätzlichen Nuancen roter Farbe. Er verwendete oftmals helle Gelbtöne, jedoch nie blau. In der Spätphase seines Schaffens, so am Altar von Garding und späteren Werken arbeitete er mit ein wenig nuancierter Farbgebung. Schatten, die er vorher schwarz erscheinen ließ, gestaltete er nun farbig; für das Inkarnat wählte er leichte Abstufungen.